# Trapezna kost
Trapezna kost (lat. os trapezium) je kost koja se nalazi u distalnom redu kosti pešća, smještena najlaterlanije.   
Trapezna kost, u smjeru proksimalno prema distalno, se nalazi između čunaste kosti i prve kosti zapešća.
Gornja ploština kosti sadrži zglobnu ploštinu za čunastu kost, a donja ploština sadrži zglobnu ploštinu za prvu kost zapešća. S medijalne strana kost je uzglobljena s trapezoidnom kosti i manjim dijelom s drugom kosti zapešća. 
Na lateralnu stranu hvataju se ligamenti, a na palmarnu ligamenti i mišići. Na palmarnoj strani nalazi se mala kvržica trapezne kosti (lat. tuberculum ossis trapezii).